# 注文の多い料理店
『注文の多い料理店』（ちゅうもんのおおいりょうりてん）は、宮沢賢治の児童文学の短編集および、表題作の童話。短編集としては賢治の生前に出版された唯一のものである。また、表題作の童話は、『銀河鉄道の夜』『風の又三郎』などとともに著者の代表作として知られ、小学校の国語の教材として教科書にも掲載されている。
童話としての『注文の多い料理店』は、狩猟のために山奥を訪れた2人の青年紳士が、客に様々な注文を求める不思議な西洋料理店を見つけ、最終的に山の化け物に襲われるというストーリーである。

## 短編集『注文の多い料理店』
短編集としての『注文の多い料理店』は、1924年（大正13年）12月1日、盛岡市の杜陵出版部と東京光原社を発売元として1000部が自費出版同然に出版された。発行人は、盛岡高等農林学校の1年後輩にあたる近森善一となっている。書名には「イーハトヴ童話」という副題がついている。
岩手在住の図画教師だった菊池武雄が描いた挿絵が付された。定価が1円60銭と比較的高価だったためもあり、ほとんどが売れ残った（当時の映画入場料は30銭ほど）という。
収録作品は下記の9作品である。
- 『どんぐりと山猫』
- 『狼森と笊森、盗森（おいのもりとざるもり、ぬすともり）』
- 『注文の多い料理店』
- 『烏の北斗七星』
- 『水仙月の四日』
- 『山男の四月』
- 『かしわばやしの夜』
- 『月夜のでんしんばしら』
- 『鹿踊りのはじまり』

これに、自らの創作姿勢と生き方について言及したと見られる『序』が添えられている。いずれも、末尾に年月日が付されており、それによるとこれらの作品は1921年から翌年の前半にかけて完成している。
当時の広告文によれば、元々全12巻刊行する予定だった一連のイーハトヴ童話集のうちの1冊目として構想されていた。しかし思うように売れなかったことに加えて、作品の評判も芳しくなかったため、賢治はその後に構想を立てていた童話集の出版を取りやめてしまった。このため、賢治の生前に出版された彼の単行本は、同年に刊行された詩集『春と修羅』と本作品集の2冊のみである。また『春と修羅』と異なり、収録作品の原稿はほとんど現存しておらず、若干の下書稿と書き損じ断片が残る程度となっている。後述する共同刊行者の一人である及川四郎の孫によると、及川から、東京で童話集の印刷をして帰郷する際に上野で原稿を置引きされる被害に遭った、と聞かされたという。

### 刊行の経緯
本書の出版は賢治のほか、発行人となっている近森、および近森の出版業を手伝っていた及川四郎（近森とは盛岡高等農林で同窓）の3人で進められた。近森は農業の実用書を刊行してある程度の成功を収めており、その利益をつぎ込む形で親交のあった賢治の童話を刊行しようという話になった。
当初は1924年春に刊行を予定し、そのときの書名は「山男の四月」であった。しかし、刊行が延期され、その間に収録作品と配列の確定、書名の変更があったことが残されたいくつかの資料（広告はがき、チラシ）からうかがい知れる。なお、『注文の多い料理店』という書名は及川が強く推したのに対し、他の2名は当初「飲食店を対象とした商業テキストと誤解されるのではないか」という理由でためらったと、及川は後に記している。この懸念は不幸にも的中することとなった。また、「東京光原社」という版元の名前は賢治の命名といわれる。この間、近森の資金繰りが悪化したことから、最終的に賢治は刊行された本のうち200部を自費で買い取っている。
しかし、上記の通り本は売れなかった。挿絵を描いた菊池武雄は、知人で『赤い鳥』の挿絵を描いていた画家の深沢省三の伝手で同誌に広告を掲載してもらったりもしたが、大勢に影響はなかった。なお、『赤い鳥』を主宰していた鈴木三重吉は賢治の作品を全く評価しなかったと伝えられている。及川は売れ残った本を、近所の子どもたちにかけっこをさせて順位に関係なく配ったりした。

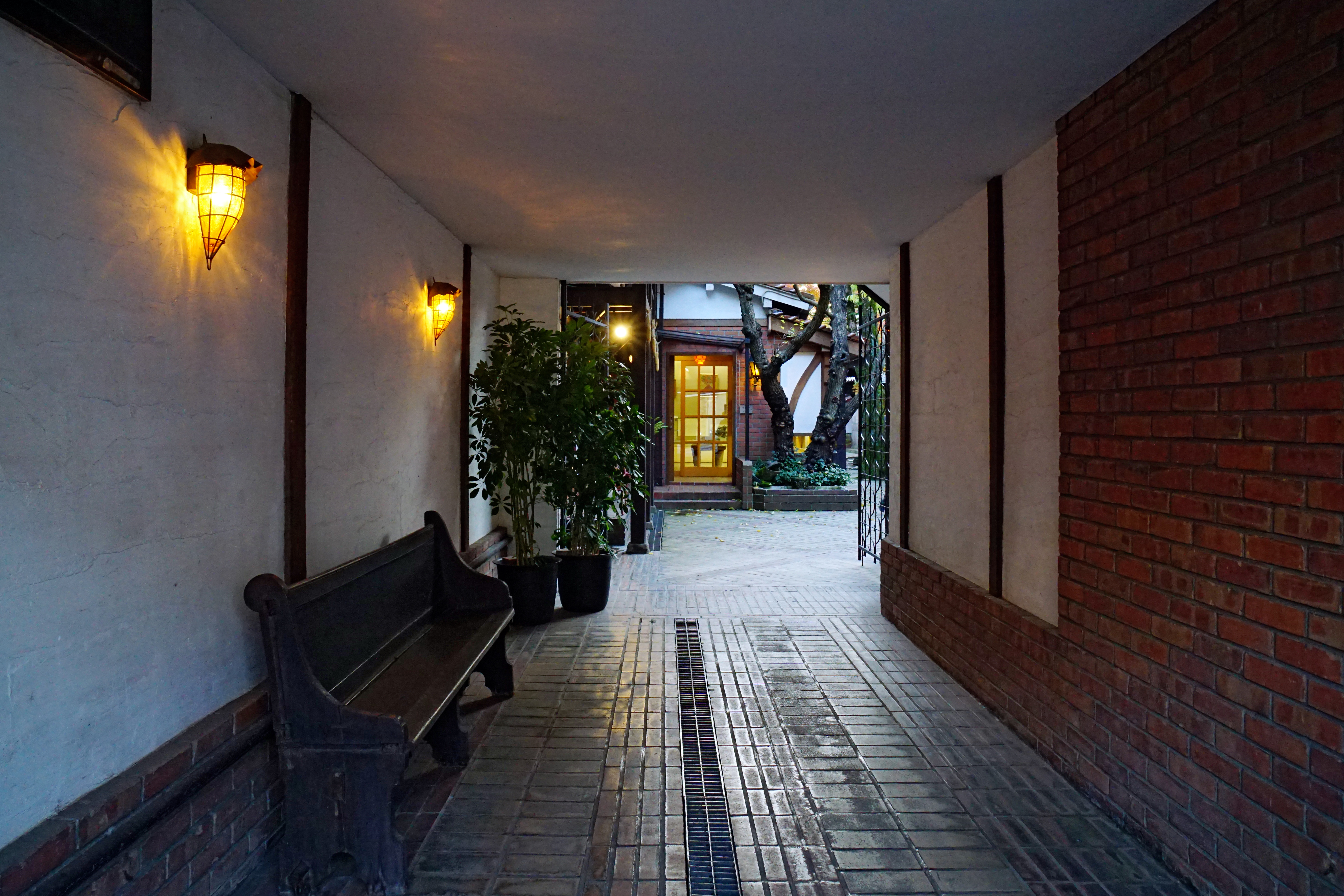
盛岡市の光原社（杜陵出版部）

盛岡の杜陵出版部（光原社）は及川が引き継ぎ、後に民芸品店に転業して「光原社」の名前で及川没後の現在も営業を行っている。及川は戦後、盛岡市材木町の光原社敷地に「宮澤賢治 イーハトーヴ童話 注文の多い料理店 出版の地」（原文ママ）と記した記念碑を建立し、現在も見ることができる。また2006年4月より同社の敷地内に本書の刊行などに関する資料を展示した「マジエル館」が開設されている。
杜陵出版部（光原社）は1947年に『注文の多い料理店』B6判を復刻しているが、軍事色の強かった『烏の北斗七星』は全文が削除されていた。そのほか3番目に収録されている童話『注文の多い料理店』は、日本の敗戦直後に行われたGHQの検閲で引っかかり、物語の冒頭の「すっかりイギリスの兵隊のかたちをして」という部分が削除されてしまったことが知られている。

## 童話『注文の多い料理店』
童話『注文の多い料理店』は上述した同名の短編集の3作目に収められており、短編集の目次には「（1921.11.10）」という制作日の表記がある。森に狩猟にやってきたブルジョアの青年二人が、迷った先で一軒のレストラン「山猫軒」を見つけ、入っていくという筋書きである。童話集出版に際して作成された宣伝用のちらし（無署名だが賢治の執筆と推定されている）に記された収録作品の紹介では「糧に乏しい村のこどもらが都会文明と放恣な階級とに対する止むに止まれない反感です」と記されている。
清書用の原稿は現存していないが、前半部分における書き損じ断片が3点残っており、いずれも完成形と若干の相違点がある。

### あらすじ
東京から2人の青年紳士が山奥に狩猟にやってきた。しかし、一向に獲物は現れず、案内役の専門の猟師ともはぐれてしまう。さらに、連れていた2匹の猟犬は泡を吹いて怪死するが、青年たちはいくらの損害だと金銭の心配しかしない。2人が諦めて宿に帰ることを決め、腹が減ったなどと話していると、山中で「西洋料理店 山猫軒」との看板を掲げた西洋風の一軒家を発見する。少し怪しみながらも、「どなたもどうかお入りください」との但し書きを見て、2人は店へと入る。
店の中は扉で仕切られた長い廊下の構造になっており、誰もおらず、扉ごとにメッセージが置かれている。最初の扉には下記のような注意書きが書かれていた。
それ以降、「髪をとかして、履き物の泥を落とすこと」という旨の注意書きとともに鏡とブラシが置かれていたり、「金属製のものを全て外すこと」といった注意書きと出くわす。2人は不思議に思いつつも、「料理の中に電気を使用するものがあって危ないからだ」というように、ことごとく好意的に解釈して注意書きに従い、扉を開け、店の奥へと進んでいく。
やがて扉と注意書きの多さに、さすがに2人も訝しみ始めた頃、最後の扉と注意書きに出くわす。そこには次のようにあった。
ここで2人は、今までの注意書きが「自分たちを食材扱いしていた」ことに気がつく。ここは「来た客に西洋料理を食べさせる店」ではなく「来た客を西洋料理として食べてしまう店」であったのだ。
戻ろうとしても、入り口側の扉は開かず、一方で奥の扉からは目玉が2つ、鍵穴からこちらを見つめている。あまりの恐ろしさに2人は身体が震え、何も言えずに泣き出してしまう。すると、前の扉から誰かが呼ぼうとする声まで聞こえ、恐怖のあまり2人の顔は紙くずのようにくしゃくしゃになってしまう。
そのとき、死んだはずの2匹の猟犬が後ろの扉を破って現れ、先の扉に向かって突進していく。格闘するような物音が聞こえたあと、気付くと屋敷は跡形もなく消え、2人は寒風の中に服を失って立っているのに気付く。そこに案内の猟師も現れ、2人は無事に宿へと辿り着く。
その後、2人は東京に帰ったが、恐ろしさのあまりくしゃくしゃになった顔はどうやっても元には戻らなかった。

## 舞台作品
2012年『注文の多い料理店』演出：小池博史 （小池博史ブリッジプロジェクト）

### 紙おしばい
2023年『注文の多い料理店』演出：山本タカ、出演：橘花梨

## 映画作品
- 1958年『注文の多い料理店』（人形アニメーション） - 製作：学研人形部/人形操作：高山良策
- 1993年『注文の多い料理店』（台詞無しのアニメーション） - 製作：桜映画社、エコー社／監督：岡本忠成（完成前に没）/監修：川本喜八郎
- 2012年「注文の多い料理店」（オムニバス映画『BUNGO〜ささやかな欲望〜』の一篇） - 登場人物や設定は大きくアレンジされている。

## テレビ作品
月曜・女のサスペンス「文豪シリーズ」
1990年12月10日、テレビ東京『月曜・女のサスペンス』の「文豪シリーズ」の一編として放映された。登場人物や設定などはかなり変更されている。

- 製作：テレビ東京、出海企画
- 脚本：吉田秀穂/監督：下村優/音楽：野田晴彦/助監督：辻野正人
- キャスト：岡田奈々、西岡徳馬、鶴見辰吾、北見敏之、駒塚由衣 ほか

80年後のKENJI〜宮沢賢治 映像童話集〜
2013年2月20日、NHK BSプレミアムで宮沢賢治没後80年を記念した映像作品による特別番組『80年後のKENJI〜宮沢賢治 映像童話集〜』の第1回「ちいさき命」の中で、実写とCGを合成したドラマとして放送された。

- 演出：渋江修平
- キャスト：荒川良々、皆川猿時、八十田勇一